# Apteronotus cuchillo
Apteronotus cuchillo är en fiskart som beskrevs av Schultz, 1949. Apteronotus cuchillo ingår i släktet Apteronotus och familjen Apteronotidae. Inga underarter finns listade i Catalogue of Life.